# سور الموصل

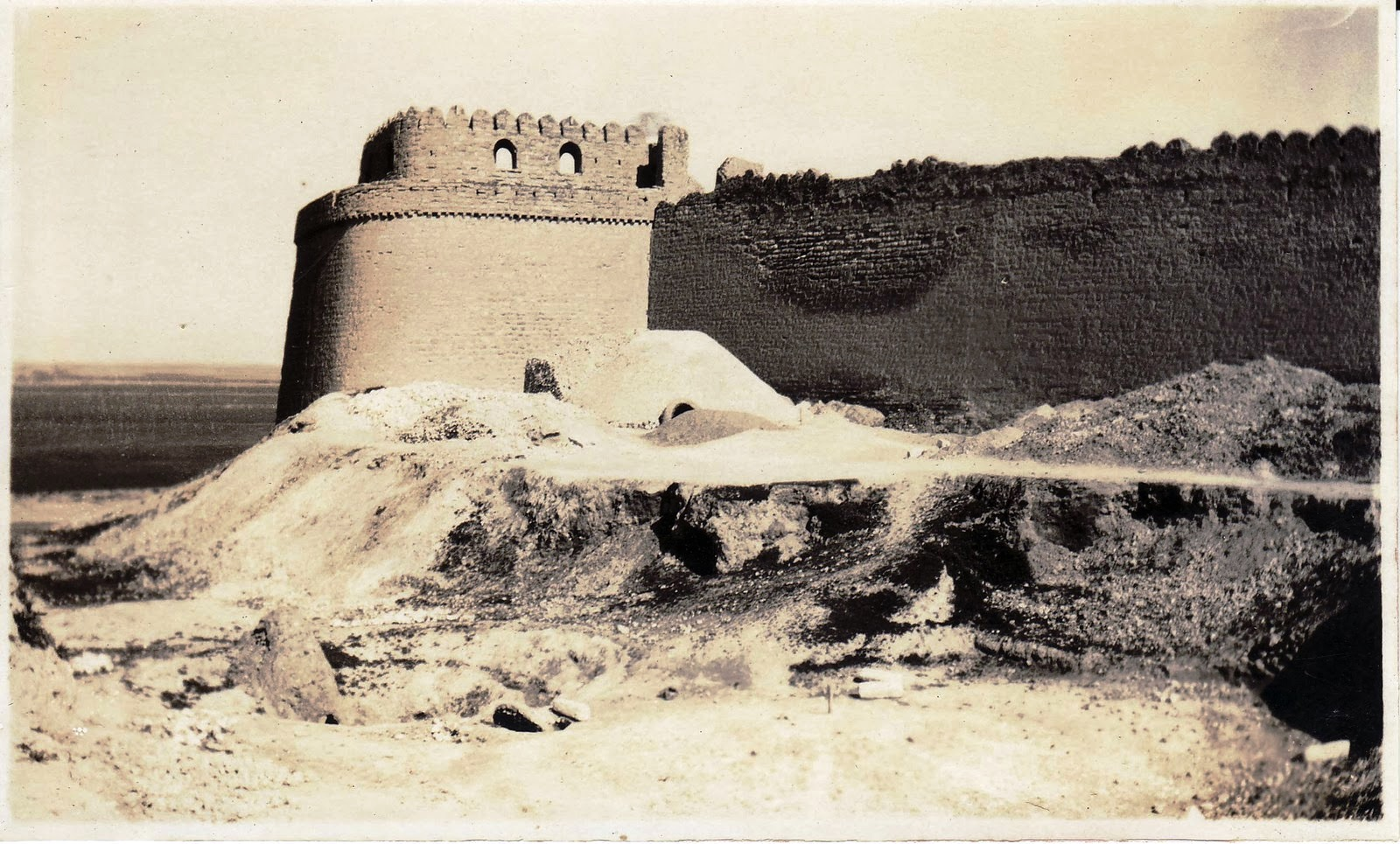
سور الموصل خلف قلعة باشطابيا في عام 1916م

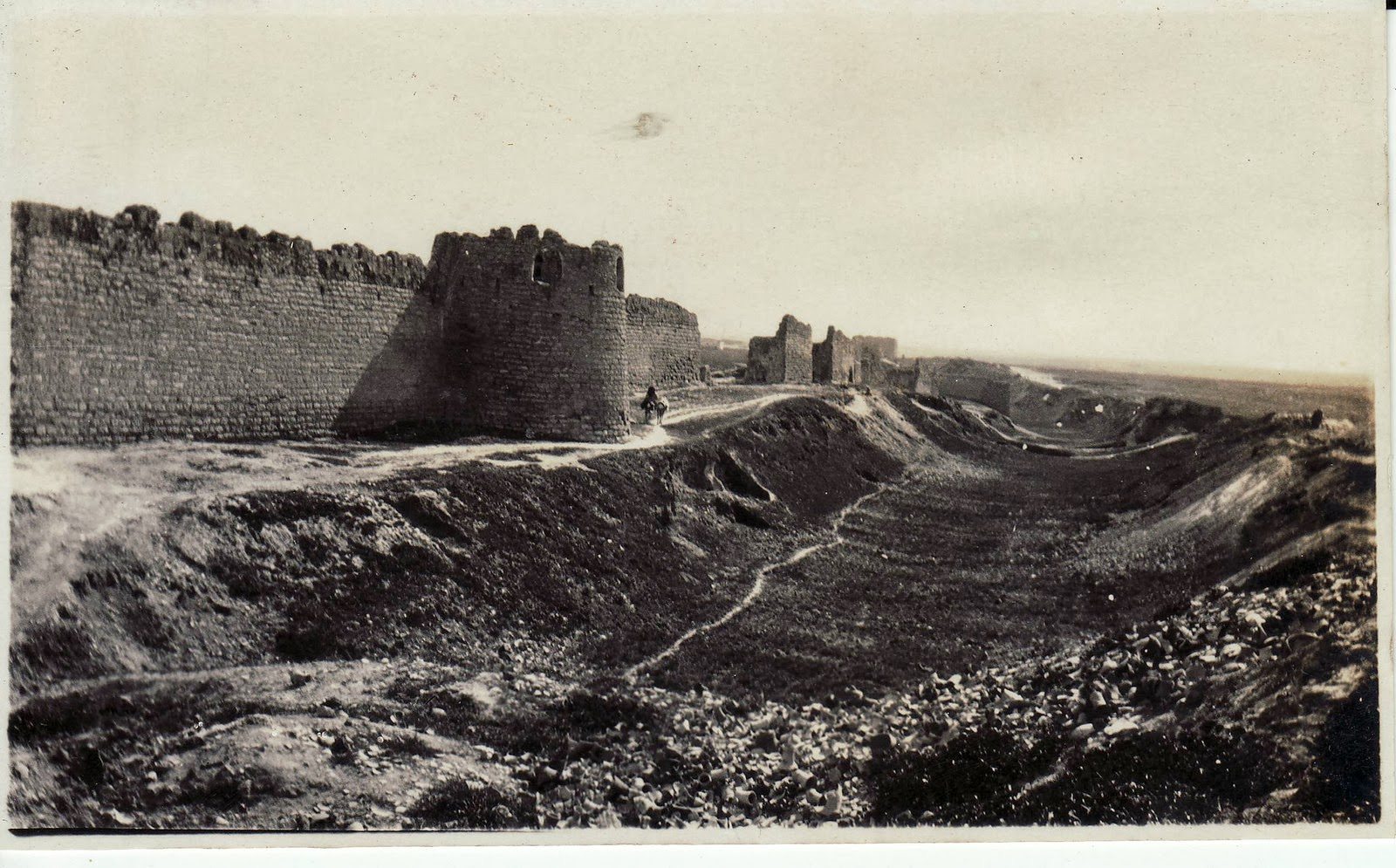
سور الموصل وبجانبه الخندق في عام 1916م

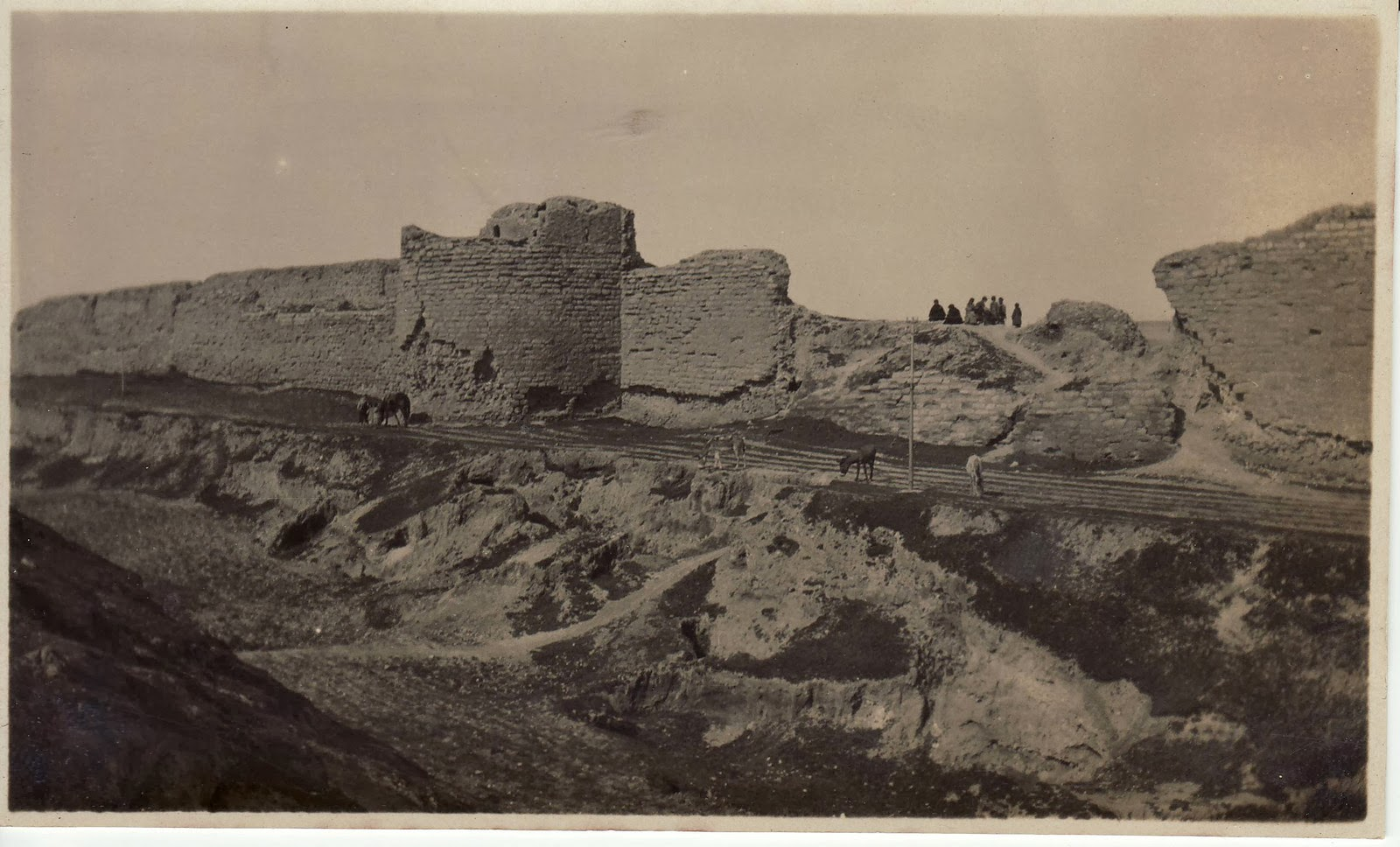
سور الموصل

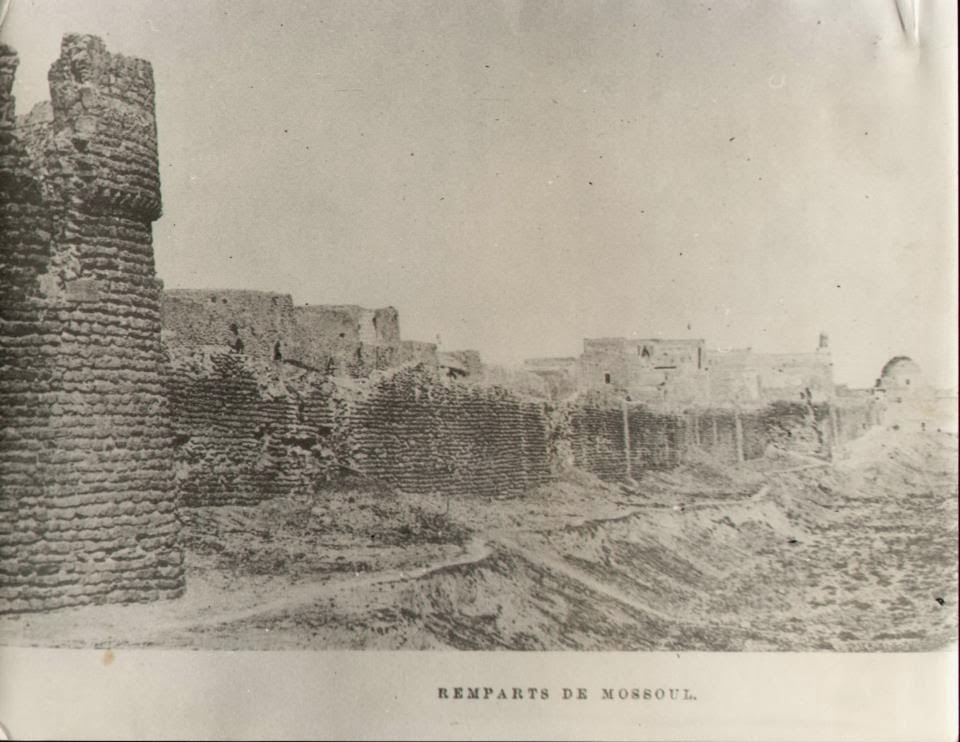
جزء من سور الموصل بين باب البيض ورأس الجادة

سور الموصل هو جدار كبير كان يحيط بمدينة الموصل،  كان أول من شيدهُ هو سعيد بن عبد الملك الذي تولى الموصل في خلافه أبيهِ عبد الملك عام 65- 89هـ / 685 - 708م. ثم أن مروان بن محمد وسع السور الذي بناه سعيد في الأماكن التي اتسعت فيها المدينة ورمم ما انهدم منه وذلك في أوائل القرن الثاني للهجرة. وقد بقي سور سعيد حتى هدمه الخليفة العباسي هارون الرشيد عام 180هـ / 797م على إثر ثورة أهل الموصل عليه. وبقيت المدينة بلا سور حتى عام 474هـ / 1081م فبنى شرف الدولة العقيلي سوراً للموصل قليل الارتفاع ولم يعمل لهُ فصيلا، ولا أحاطهُ بخندق، وفرغ من عمارته بعد ستة أشهر. ثم إن جكرمش -أحد ولاة السلاجقة في الموصل- رمم سور المدينة، وبنى لهُ فصيلاً. وحفر الخندق وحصن المدينة عام 468هـ / 1076م، وفعل مثل هذا جاولي عام 502 هـ/ 1109م.
ولما تولى ولاية الموصل القائد عماد الدين زنكي واتخذها عاصمة لملكهِ ورأى من الضروري أن يحكم تحصين المدينة. فوسع السور من الجهة الشمالية من المدينة وأدخل الميدان بما فيهِ قصور الإمارة داخل السور الجديد الذي بناه، كما أنه رفع السور من سائر جهاته وأحكمه، وعمر الخندق الذي يحيط بهِ عام 527هـ / 1133م. وصار للميدان سوران أحدهما السور السلجوقي والثاني السور الأتابكي الذي بناه عماد الدين زنكي. 
تعرض سور الموصل لعدة تغييرات عبر التاريخ، وهدم المغول بعد احتلالهم الموصل سنة 660هـ/1261م جانباً من السور وأبراجه عند سيطرتهم على المدينة، وقد ذكر المؤرخ الدمشقي أبو الفدا في (تقويم البلدان) أن سور الموصل كان أكبر من سور دمشق. كما أن الرحالة ابن بطوطة قال بأن سور الموصل من أسوار الدنيا العظيمة، وأنه لم يشاهد مثله. وعندما حاصر نادر شاه الموصل سنة 1743 كان لسور الموصل الذي جدده واليها الحاج حسين باشا الجليلي دور مهم في مواجهة الحصار ويقال إن الشيخ الجليلي جمع أهل الموصل وخطب فيهم وحثهم على تجديد السور وإحكام بنائه وكان يشاركهم هو وأبناء أسرته في عمليتي حفر الخندق وتقوية استحكامات السور. لكن السور سرعان ما أُهمل وامتلأ الخندق بالأتربة، حتى إن الرحالة البريطاني جيمس بكنغهام زار الموصل عام 1816 وقال إن السور كان متهدما وإن الخندق يفتقد إلى المياه، ومع ذلك فقد يصلح لأن يكون حاجزا لصد الأعداء الذين يحاولون الظهور أمامه.

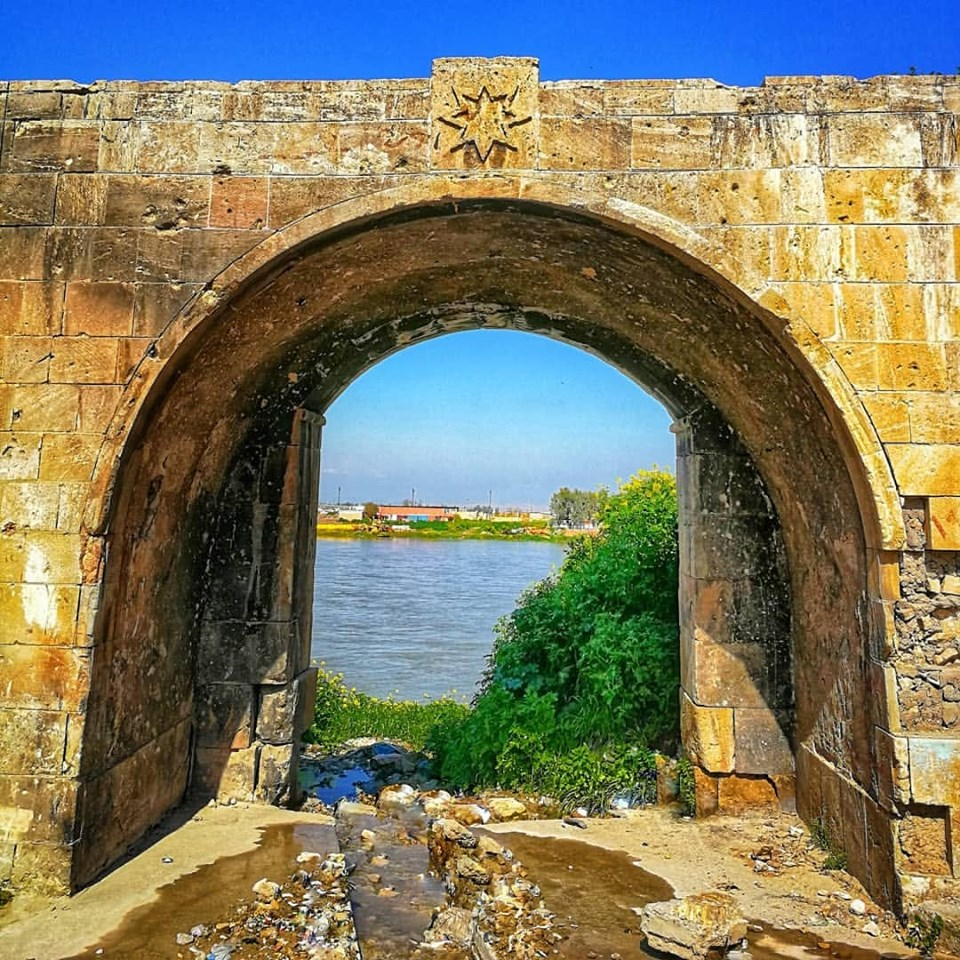
باب الشط أحد أبواب مدينة الموصل القديمة المطل على نهر دجلة

وفي سنة 1821 أمر أحمد باشا الجليلي والي الموصل بترميم السور وإصلاحه وتجديد قلاعه وأبوابه وكان للسور آنذاك أبواب عديدة منها باب سنجار وباب البيض وباب الجسر وباب العراق وباب الشط وباب السراي وباب الطوب والباب الجديد وباب لكش. ويقول الأستاذ المؤرخ سعيد الديوه جي في كتابهِ بحث في تراث الموصل: أن (السور الذي أدركناه، والذي عمر في فترات متباينة لم يكن كله على أساس السور الأتابكي أي السور الذي كان أيام حكم عماد الدين زنكي ونور الدين زنكي صاحب الجامع النوري الكبير في القرن السادس الهجري (الثاني عشر الميلادي)، وإنما آثار السور الذي كان في زمن العقيليين الذين حكموا الموصل في أواخر القرن الخامس الهجري (القرن الحادي عشر الميلادي) والذي كان من باب المشرعة إلى باب سنجار وقد جدد السور الذي بناه عماد الدين زنكي من قلعة الموصل (باش طابية) إلى باب سنجار وكانت لهذا السور أبراج وفي كل برج ثلاث فتحات تتسع الواحدة منها لمدفع، واتخذت بهِ فتحات يرمى منها بالبنادق.
وقد ذكر محمد أمين العمري في كتابهِ (منهل الأولياء) 5انه كان في السور عند حصار الموصل إثنا عشر برجا من جهة البر. وكان ثمة بروج من جهة نهر دجلة لم تزل باقية حتى يومنا هذا. ويذكر شمس الدين سامي صاحب كتاب قاموس الأعلام: أن سور الموصل كان يحتوي على 18 برجا، وكان في القسم المطل على النهرِ وحدهُ ستة بروج.

ثم جرت عملية هدم للسور في منطقة باب البيض من قبل سكان الموصل في عقد الثلاثينات من القرن العشرين، وذلك لأجل بداية فتح طريق باب سنجار .

## إعادة البناء
أُعيد بناء جزء من السور في عام 2024 في منطقة حي المهندسين، حيث أكد رئيس مجلس الوزراء السيد محمد شياع السوداني، خلال جولته الميدانية اليوم الأحد 22 ديسمبر 2024 في أيسر مدينة الموصل، إنجاز إعادة تأهيل الجزء الشمالي الغربي من سور نينوى الأثري بطول 400 متر، بنسبة 100%. وأُبقيت قطع من السور الأصلي لِتُظهر ما جرى له ولحضارة نينوى البائدة.

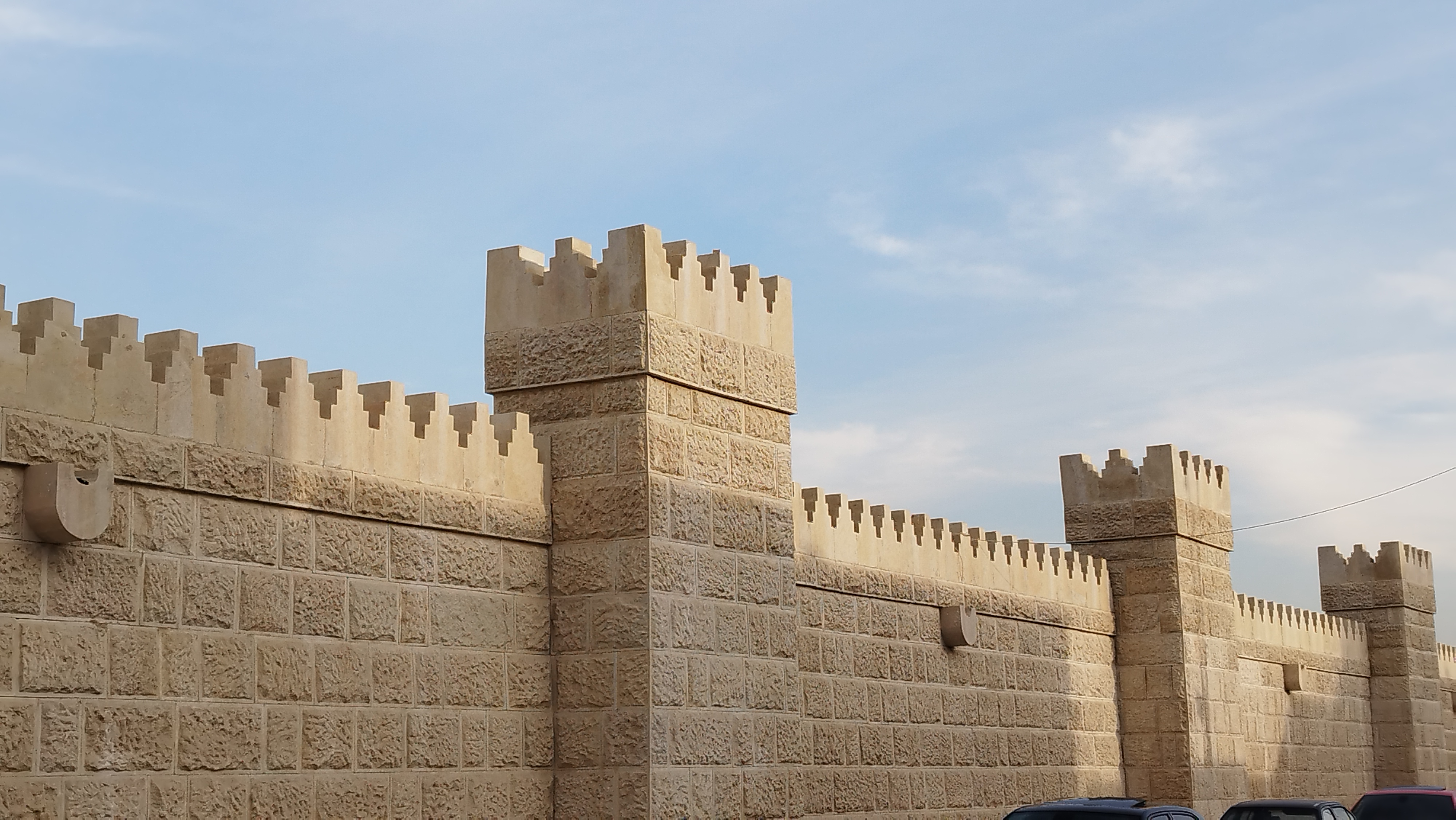
السور المعاد بناؤه
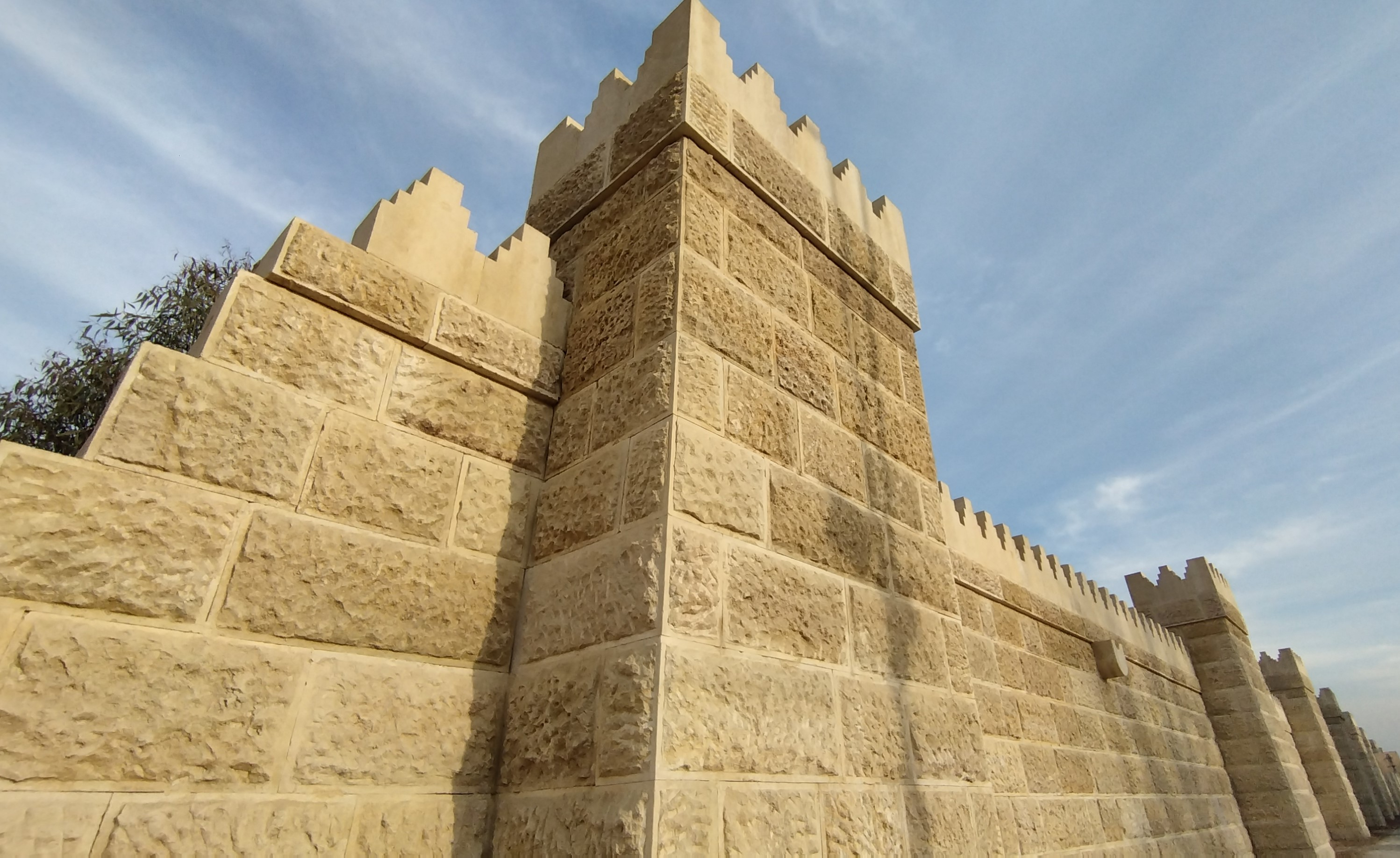
السور المعاد بناؤه
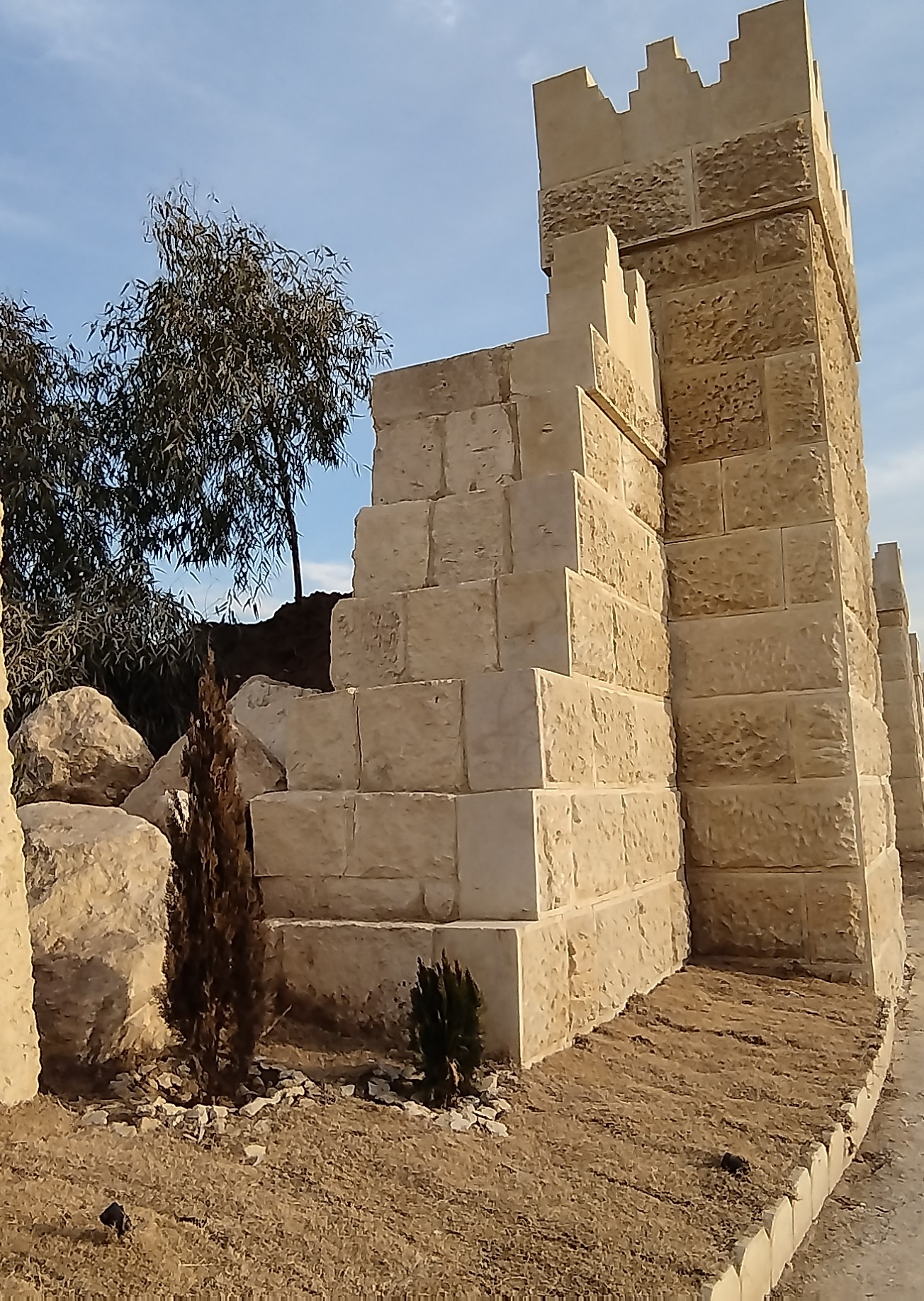
السور المعاد بناؤه
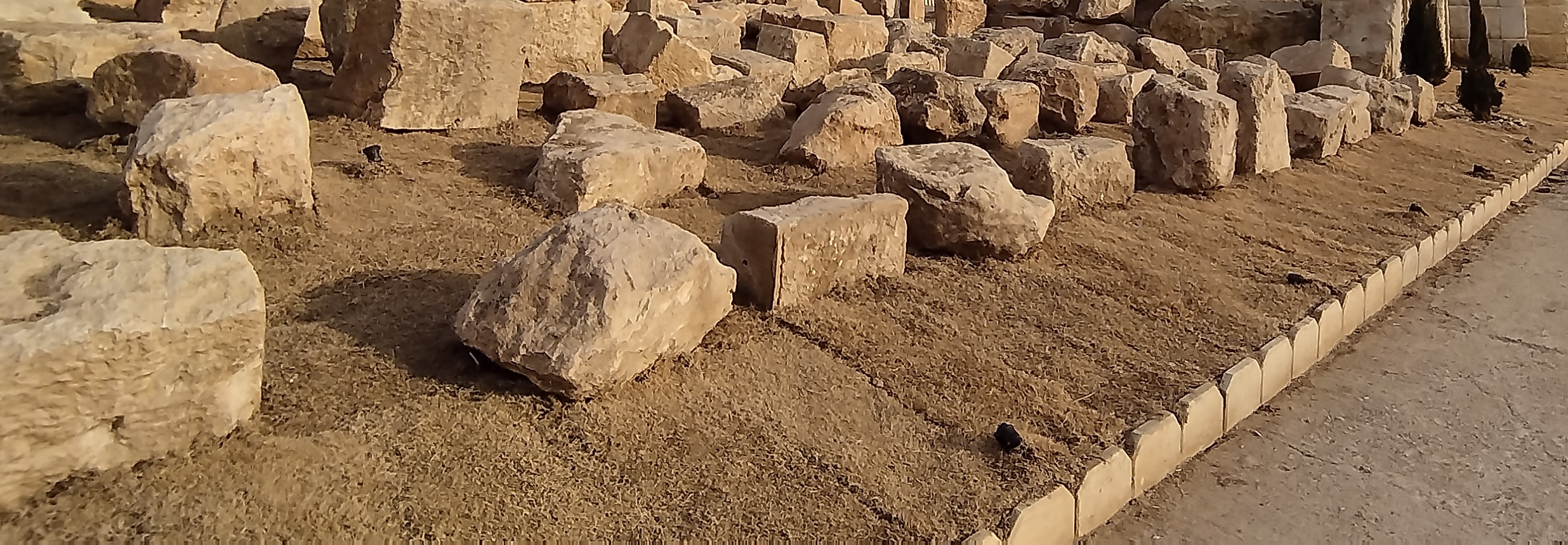
بقايا السور الأصلي
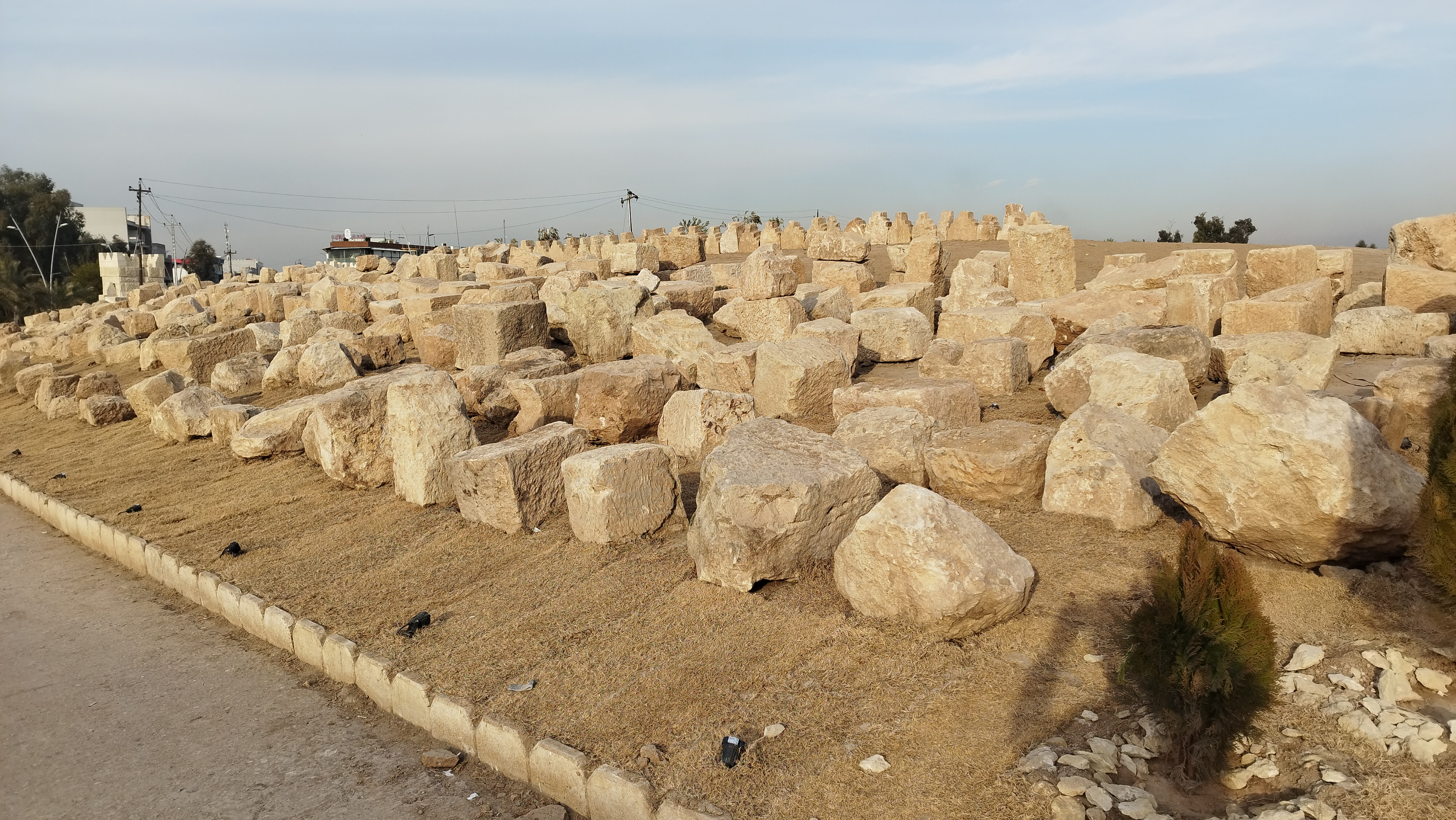
بقايا السور الأصلي